# Politički pomladak
Politički podmladak (njem. Politische Nachwuchsorganisation) je organizirana mladež jednoga političkog pokreta ili stranke. Kao sinonim koristi se pojmovi stranačka mladež i politička organizacija mladeži. 

## Misija i aktivnost političkih podmladaka

### Misija
Osnovna zadaća političkih podmladaka je angažman mladih ljudi koji zastupaju temeljna načela i svjetonazor svoje matične organizacije prema svojoj generaciji i okupljaju mladež unutar pokreta ili stranke. 

### Djelatnosti
Politički podmlatci u pravilu se bave pitanjima povezanim s generacijama mladih, posebno pitanjima obitelji i obrazovanja, studentskoj i sveučilišnoj politici, socijalnim pitanjima te zapošljavanje i stambene problematike mladih. Uz to, stranačke mladeži često zastupaju aktualne općedruštvene teme.
U političkoj praksi politički podmladak postavlja na dnevni red jedan određeni politički stav, koji za matičnu stranku (još) nije prihvatljiv, odnosno, u javnosti se ispituje njegova (ne)prihvatljivost. Ako je u javnosti (de facto u medijima) određeni stav jako kritiziran, matična stranka obično se distancira, a u suprotnome ga prihvaća.  
Osim političkoga i stranačko-političkog rada članovi političkih podmladaka djeluju u izbornim kampanjama svojih stranaka. Njihovi lokalni ogranci po županijama, gradovima i općinama u većoj mjeri priređuju okupljanja mladih bez strogoga političkog sadržaja koristeći se koncertima i dobrotvornim akcijama. 

### Problem vrbovanja članstva i političke podobnosti
Gotovo svi politički podmlatci u Europi imaju problem vrbovanja mladih ljudi u članstvo organizacije.[nedostaje izvor] Mladi ljudi se u većoj mjeri samo angažiraju u određenoj političkoj fazi koja je motivirana društvenim promjenama ili željom za promjenu vlasti (npr. u Hrvatskoj 1989./90. i 1999./2000.). S druge strane, politički podmlatci imaju problem političke podobnosti. Ako javno iznose kritičke stavove matična stranka može ušutkati i smijeniti njihove čelnike; posebno se to odnosi na kritike prema vlastitomu stranačkom vodstvu.

### Starosna dob članova
U Hrvatskoj pripadnik političkog podmlatka u pravilu je mlađi član stranke u starosnoj dobi od 16 do 30 godina. U Njemačkoj član političkog podmlatka može biti osoba između navršene 14. i 35. godine života. Tako su dužnosnici viših razina sve stariji.

## Politički podmlatci hrvatskih političkih stranaka

### Politički podmlatci parlamentarnih stranaka
- Forum mladih SDP-a (FM SDP)
- Mladež Hrvatske demokratske zajednice (MHDZ)
- Mladi Hrvatske narodne stranke - Liberalni Demokrati (Mladi HNS-a)
- Organizacija mladih HSS-a (na nacionalnoj razini u osnivanju)
- Mladi hrvatski liberali (MHL)
- Sekcija mladih Hrvatskog demokratskog saveza Slavonije i Baranje
- Klub mladih IDS-a
- Hrvatska pravaška mladež (HPM)

### Politički podmlatci izvanparlamentarnih stranaka
- Mladi socijalisti Hrvatske (MSH)
- Mladež Demokratskog centra
- Mladež Hrvatskog bloka
- Mladi autonomisti Liste za Rijeku (MA)
- Hrvatska starčevićanska mladež (HSM)

### Političke stranke mladih
- Akcija mladih (AM)

## Politički podmlatci političkih pokreta i stranaka u hrvatskoj povijesti
- Ustaška mladež (UM) - podmladak Ustaškog pokreta
- Savez komunističke omladine Jugoslavije (SKOJ) - podmladak Komunističke partije Jugoslavije
- Savez socijalističke omladine Hrvatske (SSOH) - podmladak republičke organizacije Saveza Komunista Hrvatske (postoji danas pod nazovim Savez omladine Hrvatske)

## Politički podmlatci europskih krovnih stranaka
- Mladež Europske pučke stranke (IYDU)
- Mladi europski socijalisti (ECOSY)
- Mladi europski liberali (LYMEC)
- Mladi europski regionalisti, autonomisti i separatisti (EFAy)

## Nacionalne krovne organizacije mladeži u kojemu su politički podmlatci članice
- Nacionalni savez mladeških udruga (HSMU)

## Poveznice
- Sociopolitička organizacija društva

## Vanjske poveznice
- Hidra.hr  Arhivirana inačica izvorne stranice od 8. prosinca 2007. (Wayback Machine) Političke stranke registrirane u Republici Hrvatskoj - stranice Hrvatske informacijsko-dokumentacijske referalne agencije - HIDRA